# The Austin Chronicle
The Austin Chronicle je americký týdeník. Vychází vždy ve čtvrtek a je distribuován zdarma na novinových stáncích, v restauracích či kavárnách. Založili jej roku 1981 editor Louis Black a vydavatel Nick Barbaro za asistence dalších lidí, které potkali během filmových studií na Texaské univerzitě v Austinu. Dvojice zakladatelů rovněž založila festival South by Southwest. Noviny byly původně vydávány dvakrát týdně, později přešly na týdenní formu. Jeho první vydání bylo publikováno 4. září 1981. V týdeníku vychází například recenze, ale také články o hudbě, jídle, divadle a filmu.